# Йеспер Нелин
Йеспер Нелин (на шведски: Jesper Nelin) (3 октомври 1992, Вернаму) е шведски биатлонист, олимпийски шампион през 2018 година в щафетата 4х7,5 км.

## Биография
Отначало Нелин се пробва в ски бягането, но така и не успява да се доближи до високите резултати. По-късно, през 2012 година, Йеспер Нелин преминава в биатлона, където през 2015 година спортистът попада в топ 20, това става в Йостерсунд.

## Успехи
Олимпийски игри:
- Шампион (1): 2018

### Олимпийски игри
| Олимпиада      | Индивидуално | Спринт | Преследване | Масов старт | Щафета | Смесена щафета |
| -------------- | ------------ | ------ | ----------- | ----------- | ------ | -------------- |
| 2018 Пьонгчанг | 24-то        | 30-о   | 18-о        | 9-о         | Злато  | 11-о           |